# كاترين من البوسنة
كاثرين من البوسنة (الصربية الكرواتية: Katarina Kosača / Катарина Косача ؛ 1424 / 1425-25 أكتوبر 1478) ملكة البوسنة كزوجة الثانية للملك ملك توماس الحاكم البوسني قبل الأخير. ولدت في بيت كوساكا القوي ، المؤيدين المخلصين للكنيسة البوسنية. تم ترتيب زواجها عام 1446 لإحلال السلام بين الملك ووالدها ستيبان فوكتشيتش. تميزت ملكة كاثرين ، التي تحولت في ذلك الوقت إلى الكاثوليكية الرومانية، ببناء نشط للكنائس في جميع أنحاء البلاد.
بعد وفاة زوجها في عام 1461 تراجع دور كاثرين إلى دور الملكة الأرملة في بلاط ربيبها، الملك ستيفن توماشيفيتش ابن الملك توماس من زوجته الأولى فوياجا. بعد عامين غزت قوات الإمبراطورية العثمانية بقيادة محمد الفاتح البوسنة ووضع حد للمملكة المستقلة. تم إعدام ربيب كاثرين ، بينما تم القبض على ابنها سيغيسموند توماسيفيتش و وابنتها كاثرين ، من الملك توماس ، واقتيدوا إلى القسطنطينية ، حيث اعتنق الإسلام. هربت الملكة كاترين ولجأت إلى دوبروفنيك واستقرت في النهاية في روما ، حيث حصلت على معاش تقاعدي من البابوية. من روما سعت جاهدة إلى لم شملها مع أطفالها. خابت مساعيها للتفاوض وتقديم الفدية، ماتت في روما، بعد أن عينت البابوية ابنائها ورثة العرش في البوسنة حال عودتهم إلى المسيحية.
تظل الملكة كاثرين واحدة من أهم الشخصيات في التقاليد الشعبية وتاريخ البوسنة والهرسك. لطالما تم تكريمها من قبل كاثوليك البوسنة والهرسك، ويُنظر إليها على أنها رمز مهم للدولة البوسنية.